# Arrondissement Vire
Vire is een arrondissement van het Franse departement Calvados in de regio Normandië. De onderprefectuur is Vire.

## Kantons

### Voormalige samenstelling
Tot 22 maart 2015 was het arrondissement is samengesteld uit de volgende kantons:
- Kanton Les Monts d'Aunay
- Kanton Le Bény-Bocage
- Kanton Condé-sur-Noireau
- Kanton Saint-Sever-Calvados
- Kanton Vassy
- Kanton Vire

### Huidige samensteling
Na de herindeling van de kantons van 22 maart 2015 en de aanpassing van de arrondissementsgrenzen op 1 januari 2017 is de samenstelling als volgt:
- Kanton Aunay-sur-Odon (deels) ( 16/49 )
- Kanton Condé-sur-Noireau  (deels)  ( 9/11 )
- Kanton Vire